# Celtis
Celtis és un gènere de plantes de la família de les cannabàcies.

## Particularitats
Inclou unes 60 espècies d'arbres de fulla caduca de les regions temperades de l'hemisferi nord, de l'Europa meridional, a l'Àsia oriental i meridional, passant per Amèrica. Antigament, el sistema cronquist incorporava aquest gènere dins les ulmàcies.

## Taxonomia
- Celtis africana
- Celtis australis - lledoner
- Celtis laevigata
- Celtis occidentalis - lledoner americà
- Celtis sinensis
- Celtis spinosa
- Celtis tala
- Celtis tenuifolia